# Mowry Canal Number C-103
Der Mowry Canal Number C-103 ist ein Kanal in Homestead im Miami-Dade County im US-Bundesstaat Florida, etwa 40 Kilometer südlich von Miami. Seine Länge beträgt etwa 43,6 Kilometer und wird vom Deich Levee 30 abgeleitet. Sein Einzugsgebiet beträgt 127,7 km². Der Kanal mündet in die Biscayne Bay.

## Fischarten
Im Mowry Canal ist Cichlasoma citrinellum ansässig, eine exotische Buntbarsch-Art; siehe Cichlasoma.

## Koordinaten
- Anfang: Abzweigung vom Canal 111 bei 25° 31′ 0″ N, 80° 33′ 36″ W
- Ende: Mündung in die Biscayne Bay bei 25° 28′ 13″ N, 80° 20′ 19″ WKoordinaten: 25° 28′ 13″ N, 80° 20′ 19″ W